# Brockton (Massachusetts)
Brockton es una ciudad ubicada en el condado de Plymouth en el estado estadounidense de Massachusetts. En el Censo de 2010 tenía una población de 93 810 habitantes y una densidad poblacional de 1.682,78 personas por km².Brockton es la séptima ciudad de Massachusetts por cantidad de habitantes y se le conoce como la  "Ciudad de los Campeones" debido a los éxitos de los boxeadores nativos Rocky Marciano y Marvin Hagler.

## Geografía
Brockton se encuentra ubicada en las coordenadas 42°4′57″N 71°1′29″O / 42.08250, -71.02472. Según la Oficina del Censo de los Estados Unidos, Brockton tiene una superficie total de 55,75 km², de la cual 55,24 km² corresponden a tierra firme y (0,91%) 0,51 km² es agua.

## Demografía
Según el censo de 2010, había 93 810 personas residiendo en Brockton. La densidad de población era de 1.682,78 hab./km². De los 93 810 habitantes, Brockton estaba compuesto por el 46,71% blancos, el 31,21% eran afroamericanos, el 0,35% eran amerindios, el 2,29% eran asiáticos, el 0,06% eran isleños del Pacífico, el 12,47% eran de otras razas y el 6,91% pertenecían a dos o más razas. Del total de la población el 9,97% eran hispanos o latinos de cualquier raza.

## Educación
Las Escuelas Públicas de Brockton gestiona escuelas públicas.